# Víctor Hugo Hernández
Víctor Hugo Hernández Oropeza (ur. 19 maja 1986 w Zamorze) – meksykański piłkarz występujący na pozycji bramkarza.

## Kariera klubowa
Hernández jest wychowankiem akademii juniorskiej klubu Chivas de Guadalajara, do którego pierwszego zespołu został włączony w wieku dwudziestu jeden lat przez szkoleniowca José Manuela de la Torre, po kilku latach występów w drugoligowych rezerwach – CD Tapatío. W meksykańskiej Primera División zadebiutował dopiero kilka miesięcy później za kadencji trenera Efraína Floresa, 27 sierpnia 2008 w wygranych 1:0 derbach miasta z Atlasem. Nie potrafił sobie jednak wywalczyć miejsca między słupkami, będąc wyłącznie rezerwowym dla Luisa Ernesto Michela i zastępując go wyłącznie w przypadku chwilowej niedyspozycji. W 2009 roku triumfował z Chivas w rozgrywkach kwalifikacyjnych do Copa Libertadores – InterLidze, natomiast w 2010 roku dotarł do finału najbardziej prestiżowych rozgrywek Ameryki Południowej – Copa Libertadores, wciąż pozostając jednak alternatywą dla doświadczonego Michela.
Latem 2012 Hernández został wypożyczony do drużyny Puebla FC, gdzie bez większych sukcesów spędził rok, pełniąc przeważnie rolę pierwszego bramkarza zespołu. Po powrocie do Chivas jego sytuacja nie uległa jednak zmianie, wobec czego w lipcu 2014 udał się na wypożyczenie po raz kolejny, tym razem do ekipy Querétaro FC.
| Sezon     | Klub                  | Kraj   | Rozgrywki | Mecze | Bramki |
| --------- | --------------------- | ------ | --------- | ----- | ------ |
| 2007/2008 | Chivas de Guadalajara | Meksyk | Liga MX   | 0     | 0      |
| 2008/2009 | Chivas de Guadalajara | Meksyk | Liga MX   | 8     | 0      |
| 2009/2010 | Chivas de Guadalajara | Meksyk | Liga MX   | 2     | 0      |
| 2010/2011 | Chivas de Guadalajara | Meksyk | Liga MX   | 1     | 0      |
| 2011/2012 | Chivas de Guadalajara | Meksyk | Liga MX   | 5     | 0      |
| 2012/2013 | Puebla FC             | Meksyk | Liga MX   | 22    | 0      |
| 2013/2014 | Chivas de Guadalajara | Meksyk | Liga MX   | 2     | 0      |
| 2014/2015 | Querétaro FC          | Meksyk | Liga MX   |       |        |